# Спитцедер, Адель
Адельхайд Луиза «Аде́ль» Спитцедер (нем. Adelheid Luise Spitzeder, [ˈaːdl̩haɪt ʔaˈdeːlə ˈʃpɪtˌtseːdɐ]; 9 февраля 1832, Берлин — 27 октября 1895 или 28 октября 1895, Мюнхен), также известная под сценическим псевдонимом Адель Вио — немецкая актриса, фолкпевица, банкир и мошенница.
После окончания карьеры актрисы, стала известным банкиром XIX века в Мюнхене. Считается одной из первых людей которые запустили финансовую пирамиду и считалась богатейшей женщиной в Баварии.
После открытия своего банка в 1869 году, в 1872 году была привлечена к суду за некачественную бухгалтерию и нецелевое использования средств клиентов и получила трёхлетний тюремный срок.
После выхода из тюрьмы жила на деньги благотворительных организаций и пыталась создать бизнес в Альтоне и Берлине. Покинула Германию и начала жить в Вене, вернувшись в Мюнхен начала писать мемуары. В 1880 году, была арестована за открытие банка без лицензии и была освобождена ввиду отсутствия доказательств. Никогда не была жената, но имела лесбийские отношения.

## Биография

### Ранние годы
Адельхайд Луиза Спитцедер родилась 9 февраля 1832 года в Берлине. Её родителями были актёры Йозеф Спитцедер и Бетти Вио. От первого брака своего отца с Генриеттой Шулер у неё было шесть сводных братьев и сестёр. Родители познакомились в Берлине и помолвлены в Королевском городском театре; Йозеф как директора, Бетти как актриса.